# Turricostellaria leonardhilli
Turricostellaria leonardhilli is een slakkensoort uit de familie van de Costellariidae. De wetenschappelijke naam van de soort is voor het eerst geldig gepubliceerd in 1987 door Petuch.